# 브로큰 소셜 씬
브로큰 소셜 씬(영어: Broken Social Scene)은 캐나다의 인디 록 밴드로 케빈 드류와 브렌단 캐닝이 주축이 되어 결성하였고 최소 6명에서 최대 19명의 멤버들이 협업하는 체제를 이루고 있다. 대부분의 멤버들은 여러 다른 그룹이나 솔로로도 활동하며 주로 토론토에 기반을 두고 있다. 협업하는 이들로는 메트릭, 파이스트, 스타스, 어파슬 오브 허슬, 두 메이크 세이 씽크, KC 액시덴탈, 에밀리 하인즈 & 더 소프트 스켈튼, 에이미 밀란, 제이슨 콜레트 등이 있다.
이들의 사운드는 참여하는 멤버들의 여러 요소들이 결합되어 있으며 때로는 바로크 팝으로 분류되기도 한다. 기타, 금관악기, 바이올린 등의 악기들이 동원되기도 하며 노래의 구조도 특이하거나 실험적일 때도 있는데 때때로 이들의 두 번째와 세 번째 앨범을 제작했던 데이빗 뉴펠드 같은 혼돈의 스타일을 취하기도 한다.
스튜어트 버만의 2009년 책 <This Book Is Broken>은 이들의 시작부터 성공에 이르는 이야기를 소개하고 있다. 2010년 브루스 맥도날드는 <This Movie Is Broken>이라는 영화를 제작했는데 여기에는 2009년 토론토 파업시 이들이 항구 앞에서 벌였던 공연에 대한 이야기가 담겨 있다.

## 역사

### 《Feel Good Lost》
브로큰 소셜 씬은 1999년 핵심 멤버인 케빈 드류와 브렌단 캐닝이 결성했다. 둘은 2001년 노이즈 팩토리 레코드를 통해 《Feel Good Lost》라는 엠비언트 분위기의 데뷔 앨범을 냈다. 여기에는 저스틴 퍼오프, 찰스 스피어린, 빌 프리들, 레슬리 파이스트, 제시카 모스와 밴드 스타스의 에반 크랜리 등이 참여했었다.
당시 드류와 캐닝의 음악은 거의 연주곡들이었기에 토론토의 인디 음악인들인 앤드류 화이트맨, 제이슨 콜레트, 밴드 매트릭의 에밀리 하인즈 등이 라이브 공연에서 가사와 보컬로 참여했다. 시간이 흐르면서 이런 협업자들 중에 제임스 쇼, 저스틴 퍼오프, 존 크로싱햄, 밴드 스타스의 에이미 밀란이 브로큰 소셜 씬에 함께 하게 되었다.

### 《You Forgot It in People》
라이브 공연에 참여했던 모든 뮤지션들이 드류, 캐닝, 퍼오프, 스피어린과 함께 두 번째 앨범 《You Forgot It in People》의 녹음에 동참하게 된다. 이 앨범은 데이빗 뉴펠드가 제작을 맡았고 페이퍼 백 레코드를 통해 2007년 10월에 발매되고2003년 주노 어워드에서 '이 해의 얼터너티브 앨범상'을 수상한다. 이 앨범에 기여한 이들로 프리들, 제시카 모스, 브로디 웨스트, 수산나 브래디, 오하드 벤체트리트가 있는데 밴드 멤버라기 보다는 도움을 준 이들로 되어 있다. 이후 투어를 할 때 밴드의 핵심 멤버는 드류, 캐닝, 퍼오프, 화이트맨과 제이슨 콜레트였고 각각의 공연일시와 장소에 따라 가능한 이들이 함께 했다.
2003년 B-사이드 곡들과 리믹스 콜렉션을 비 하이브스에서 발매했다.
2002년 앨범 《You Forgot It in People》에 담겨 있던 브로큰 소셜 씬의 곡 <Lover's Spirit>는 클레망 비고 감독의 2005년 영화 <라이 위드 미>, 폴 맥기건 감독의 2004년 영화 <당신이 사랑하는 동안에>, 브루스 맥도날드 감독의 2004년 TV 영화 <질리언 게스의 사랑의 범죄>, 쇼타임 드라마 <퀴어 애즈 포크>(2003년), 캐나다 TV 시리즈물인 <터미널 시티>(2005년)에 사용되었다. 2004년 비 하이브스에서 출시한 버전의 <Lover's Spirit>도 FX 시리즈인 <닙/턱> 시즌 3에 삽입되었다. 쇼타임의 TV 프로그램 <더 L 워드>에는 《You Forgot It in People》 앨범 수록곡인 <Pacific Theme>과 <Looks Just Like the Sun>이 쓰였다. <Looks Just Like the Sun>은 2006년 영화 <스웨덴 자동차>에, 같은 앨범 수록곡인 <Stars and Sons>은 영화 <인비져블 >에 사용되었다.

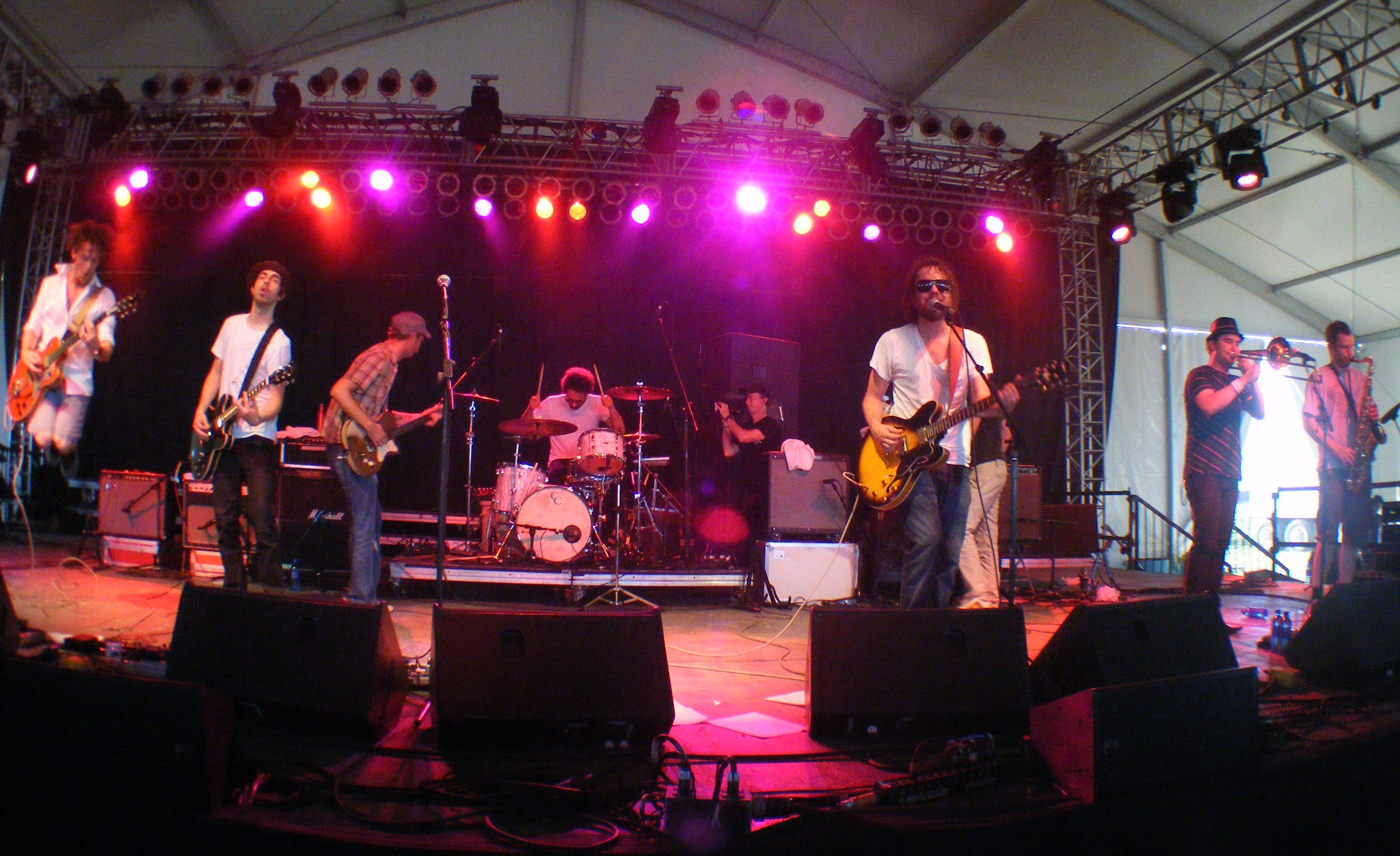
브로큰 소셜 씬이 테네시 맨체스터의 본나루 뮤직 & 아트 페스티벌에서 공연하고 있다.

### 《Broken Social Scene》
전 앨범에 이어 다시 데이빗 뉴펠드가 제작을 맡은 세 번째 앨범 《Broken Social Scene》이 2005년 10월 출시되었는데 새로운 협업 뮤지션들로 k-os, 제이슨 테이트, 머레이 라이트번이 참여했다. 그리고 뉴펠드와 밴드 스타스의 멤버였던 토퀼 캠벨이 새롭게 밴드 멤버로 합류했다. 한정판 EP인 《EP to Be You and Me》가 앨범과 함께 발매되었다.
브로큰 소셜 씬은 2006년 1월 31일 코난 오브라이언의 레이트 나이트에 출연하여 <7/4 (Shoreline)>를 불렀다. 같은 해 주노 어워드에서는 '이 해의 얼터너티브 앨범상'을 수상하면서 <Ibi Dreams of Pavement>를 연주했다. 8월에는 유럽 투어를 벌이고 9월에 돌아오면서 토론토의 아일랜드 파크에서 열린 북미의 첫 번째 버진 페스티벌에 마지막 순간에 참여했다. 당시 매시브 어택이 메인으로 출연할 예정이었는데 미국 비자 문제로 인해 취소되었다. 여기에서 브로큰 소셜 씬은 스트로크스(Strokes)와 래콘터스(The Raconteurs)가 연주한 뒤에 1시간 짜리 마무리 공연을 벌였다. 공연에는 파이스트, 스타스의 에이미 밀란, k-os, 메트릭의 에밀리 하인스가 함께 했다. 이 공연에는 15명의 멤버들이 총출동했고 이후 2009년에야 다시금 이런 라인업으로 공연하게 된다.
11월의 미국 투어를 마친 이후 잠시 각자의 프로젝트들을 하며 휴지기를 가졌다. 2006년 말에 몇몇 멤버들이 멕시코의 인디 밴드인 치키타 비올렌타의 스타스 앤드 썬스 세션에 특별 게스트로 참여하기도 했다. 이 앨범은 데이브 뉴펠드가 제작을 담당했다.
2008년 5월 레이크 온타리오 워터키퍼의 모금을 위한 옐로우 버드 프로젝트에 티셔츠 디자인으로 참여했다. 이 티셔츠는 드러머인 저스틴 페로프가 디자인했고 "진실을 위한 희망(Hope for Truth)"이라는 문구가 들어 있었다.
브로큰 소셜 씬의 멤버들은 마크 에반스 감독의 <스노우 케이크>과 모린  메드베드의 소설을 원작으로 한 2007년 영화 <트레이시: 파편들> 영화음악에 작곡과 녹음으로 참여했다. 2009년 브루스 맥도날드는 브렌단 캐닝의 솔로 앨범 <Something for All of Us> 제작 과정을 담은 단편 다큐멘터리를 IFC의 <더 로사이드...> 의 한 에피소드로 만들었다.

### 《Broken Social Scene Presents...》
밴드의 창시자인 케빈 드류는 브로큰 소셜 씬의 여러 멤버들과 함께 앨범 제작을 시작했다. 《Broken Social Scene Presents... Spirit If...》라는 제목으로 오하드 벤체트리트와 찰스 스피어린이 제작을 맡아 2004년에서 2006년에 걸쳐 오하드 벤체트리트의 집에서 투어가 없는 시기에 녹음 작업을 했다. 솔로 프로젝트였지만 대부분의 브로큰 소셜 씬 멤버들이 카메오로 출연했다. 사운드는 브로큰 소셜 씬과 비슷한 거칠고 너덜너덜한 슬픈 축제의 분위기에다 사이키델릭 양념과 어쿠스틱의 쟁쟁거림이 가미되었다. 그리고 다이노서 주니어의 J 마스시스와 캐나다 록 아이콘인 톰 코크란이 참여하여 연주하고 노래하고 박수를 쳤다. 이 앨범은 2007년 9월 18일 발매되었고 그 해 말에 투어를 진행했다.
이어 브렌단 캐닝이 두 번째 "Broken Social Scene presents..." 시리즈로 《Something for All of Us》라는 제목의 앨범을 했다. 2008년 7월에 발매했다. 2008년에도 브로큰 소셜 씬은 브루클린의 코니 아일랜드에서 열린 사이렌 뮤직 페스티벌에 참여했다.

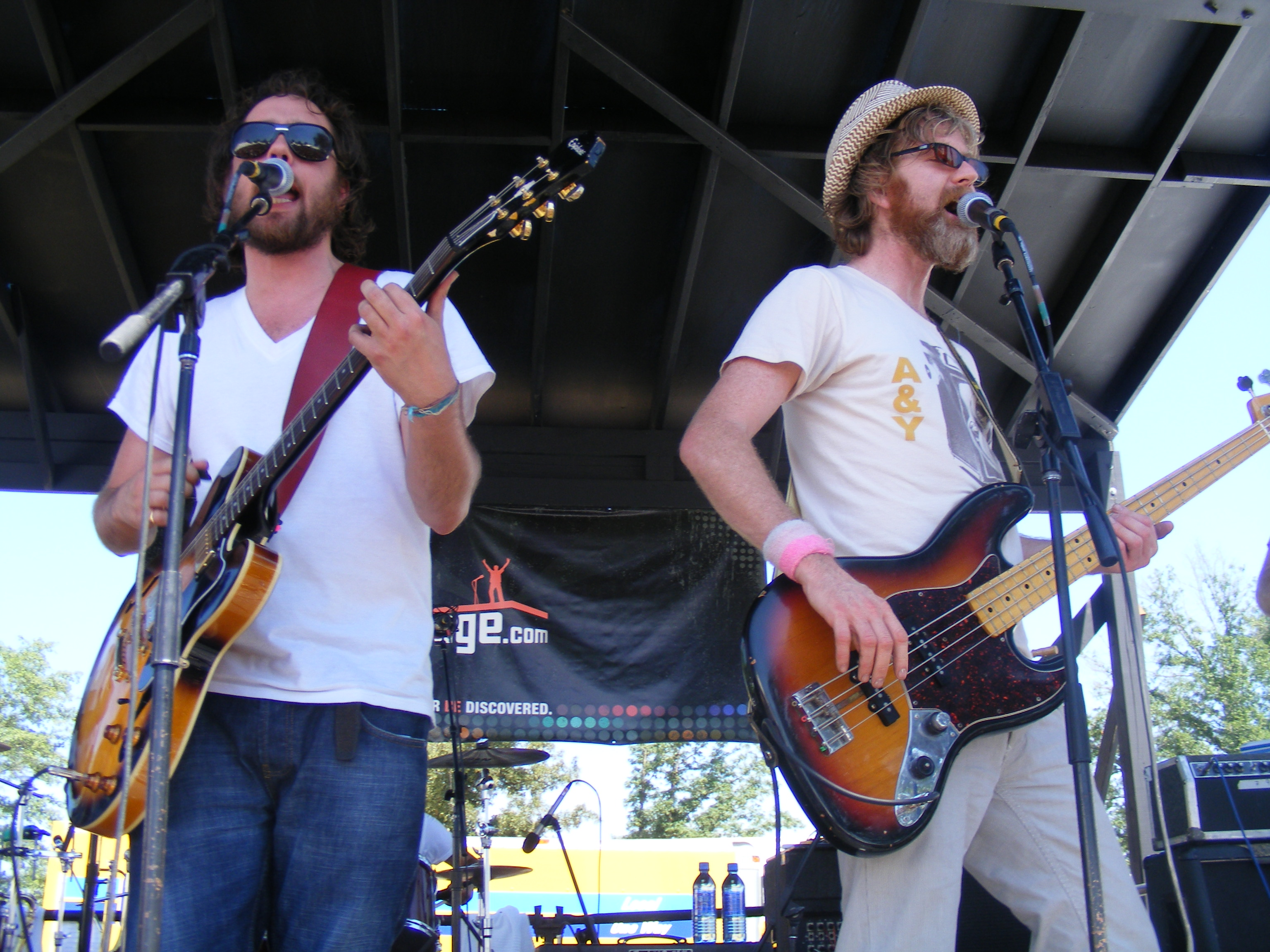
브로큰 소셜 씬의 창시자인 케빈 드류와 브렌단 캐닝

2009년 5월 아트 & 크래프츠는 아난시 프레스와 합작으로 그리드의 편집자이자 밴드와 개인적으로 매우 가까운 스튜어트 버만의 책 <This Book Is Broken>을 출간했다. 이 책에는 그림 작품들과 공연 포스터, 밴드의 사진들을 비롯하여 버만이 밴드 멤버 및 관련자들과 가졌던 인터뷰들이 주제와 시간별로 정리되어 포함되었다.

### 《Forgiveness Rock Record》
2009년 6월, 노스 바이 노스웨스트 페스티벌에서 책 <This Book Is Broken> 홍보를 위해 짧은 순서를 가졌다. 여기서 새로 출시될 앨범에 담길 새 곡들과 함께 기존 곡들을 연주했고 파이스트도 참여했다. 파이스트는 10월 멕시코 시티에서의 두 번째 공연에도 합류했다.
2009년 7월 11일 하버프론트 센터에서 열렸던 무료 공연에서는 그동안 함께 작업해 왔던 파이스트, 에밀리 하인즈, 제임스 쇼, 에미 밀란, 에반 크랜리, 존 크로싱햄, 제이슨 콜렛, 줄리 펜너 등 거의 모든 동료들이 총출동했다. 풍자극 스타일의 이 공연은 멤버들의 여러 다른 프로젝트들의 곡들을 포함하여 발매될 앨범의 신곡들을 연주했다. 엠씨 브루스 맥도널드는 자신이 감독하고 돈 맥캘라가 각본을 쓴 <This Movie Is Broken>이라는 제목의 다큐멘터리를 제작한다고 발표했다. 여기에는 공연 영상을 비롯하여 가상의 로맨스도 포함될 것이라고 했다. 맥도널드는 공연에서 이 영화에는 팬들이 보내준 영상들도 들어갈 것이라고 했는데 마지막 편집에서는 한 관객이 앞줄에서 촬영한 <Major Label Debut>을 연주하는 영상 하나만 사용되었다.
네 번째 정규 앨범 《Forgiveness Rock Record》이 2010년 5월 4일에 발매되었다. 시카고 소마에서의 녹음은 존 맥킨타이어가 제작을 맡았고 토론토에서는 세바스찬 그레인저와 제임스 쇼의 스튜디오에서 작업했다. 처음으로 에이미 밀란, 에밀리 하인즈, 레슬리 파이스트가 함께 녹음한 곡이 들어갔다. 이 앨범은 2010년 폴라리스 뮤직 프라이즈 최종 후보에 올랐다.
2010년 8월, 《Forgiveness Rock Record》 앨범 수록곡 <All to All> 리믹스 시리즈를 시작하여 일곱 가지 다른 버전이 매 월요일에 여러 다른 온라인을 통해 24시간 동안 발매되었다. 첫 번째 리믹스 버전은 세바스찬 그레인저의 리믹스 버전으로 8월 9일 피치포크를 통해 발매되었다.

### 《Lo-Fi for the Dividing Nights》
시카고 소마 스튜디어에서 《Forgiveness Rock Record》 앨범 녹음 중간중간 짬이 날 때 멤버들이 소마 내에 있는 좀 더 작은 스튜디오(B-룸)에 가서 새로운 아이디어들과 오버더빙 작업을 했는데 여기에서 만들어진 곡들이 《Lo-Fi for the Dividing Nights》 앨범으로 발매되었고 그 중에서 <Me & My Hand>는 《Forgiveness Rock Record》 앨범의 마지막 곡으로 채택되었고 나머지는 후에 발매되는 앨범에 사용되었다.

## 휴지기
2011년 10월, 브로큰 소셜 씬은 아이작 브로크와 함께 공연을 하고 TV 온 더 라디오의 가을 투어에 합류했다. 그리고 11월 리오 데 자네이로에서의 공연을 마지막으로 긴 휴지기에 들어갔다가 2013년 아트 앤 크래프트의 10주년 기념으로 열린 필드 트립 아트 앤 크래프트 뮤직 페스티벌에 헤드라인으로 나오면서 다시 활동을 재개했다.
그리고 2013년에 발매된 다수의 컴필레이션 앨범에 곡들이 수록되었는데 그 중에는 《Arts & Crafts: 2003−2013》,  《Arts & Crafts: X》, 《Sing Me the Songs: Celebrating the Works of Kate McGarrigle》 등이 있다.

## 브로큰 소셜 씬 스토리 프로젝트
2013년 몇몇 멤버들이 하우스 오브 아난시 출판사와 함께하는 브로큰 소셜 씬 단편 컨테스트를 진행했다. 이들의 앨범 《You Forgot It in People》 수록곡에서 영감을 얻어서 쓴 글을 대상으로 했다. 400여개의 작품들이 들어왔고 그 중에서 각각의 수록곡을 주제로 한 13개의 최종 후보를 선정했다. 이 글들은 <The Broken Social Scene Story Project: Short Works Inspired by You Forgot It in People> 앤솔로지에 포함되어 출판되었다.

## 투어 멤버 라인업

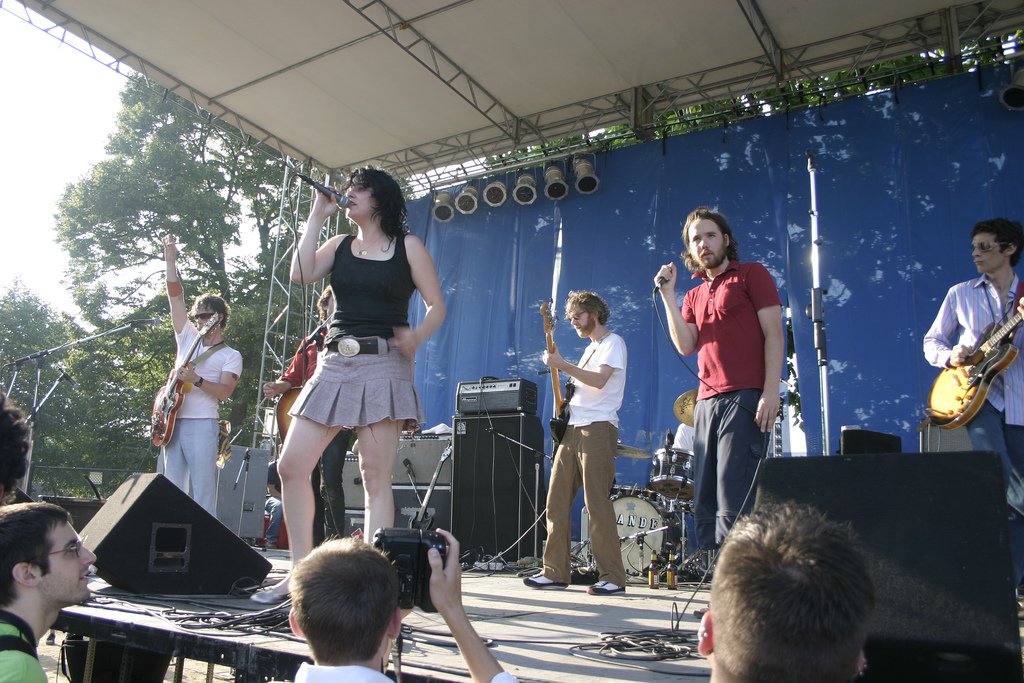
2005년 7월 16일, 인토네이션 뮤직 페스티벌에서 공연하는 브로큰 소셜 씬, 에이미 밀란이 보컬을 맡고 있다.

2002년에서 2004년까지는 여성 보컬인 에밀리 하인즈, 레슬리 파이스트, 에이미 밀란이 각자가 속한 밴드 스케줄에 맞춰 돌아가며 참여하다가 2005년 풀타임으로 리사 롭싱어가 보컬을 맡게 된다. 이후에도 가끔씩 (대부분 이들의 고향인 토론토에서의 경우) 여성 보컬들이 각자가 불렀던 곡들을 부르며 공연에 참여하기도 한다.
- 2001년: 케빈 드류, 브렌단 캐닝, 브로디 웨스트
- 2002년: 케빈 드류, 브렌단 캐닝, 저스틴 페로프, 앤드류 화이트맨, 찰스 스피어린, 제이슨 콜레트, 이반 크랜리, 레슬리 파이스트, 에밀리 하인즈
- 2003년: 케빈 드류, 브렌단 캐닝, 저스틴 페로프, 앤드류 화이트맨, 찰스 스피어린, 제이슨 콜레트, 이반 크랜리, 레슬리 파이스트, 앵거스 폴스
- 2004년: 케빈 드류, 브렌단 캐닝, 저스틴 페로프, 앤드류 화이트맨, 찰스 스피어린, 제이슨 콜레트, 이반 크랜리, 에이미 밀란, 제임스 쇼
- 2005년: 케빈 드류, 브렌단 캐닝, 저스틴 페로프, 앤드류 화이트맨, 찰스 스피어린, 오하드 벤체트리트, 줄리 펜너, 레슬리 파이스트, 데이브 하지, 리사 롭싱어, 존 크로싱햄
- 2006년: 케빈 드류, 브렌단 캐닝, 저스틴 페로프, 앤드류 화이트맨, 찰스 스피어린, 오하드 벤체트리트, 줄리 펜너, 에이미 밀란, 데이브 하지, 리사 롭싱어
- 2007년: 케빈 드류, 브렌단 캐닝, 저스틴 페로프, 앤드류 케니, 빌 프리들(이후 제임스 쇼, 미치 보우든으로 교체), 샘 골드버그
- 2008년: 케빈 드류, 브렌단 캐닝, 저스틴 페로프, 앤드류 화이트맨, 찰스 스피어린, 제이슨 콜레트, 이반 크랜리, 에이미 밀란, 데이브 하지, 샘 골드버그, 리즈 파웰(가을 투어에만 참여), 레온 킹스톤
- 2009년: 케빈 드류, 브렌단 캐닝, 저스틴 페로프, 앤드류 화이트맨, 찰스 스피어린, 제이슨 콜레트, 이반 크랜리, 레슬리 파이스트, 데이브 하지, 리사 롭싱어, 샘 골드버그
- 2010년: 케빈 드류, 브렌단 캐닝, 저스틴 페로프, 앤드류 화이트맨, 찰스 스피어린, 데이빗 프렌치, 존 맥킨타이어, 데이브 하지, 리사 롭싱어, 샘 골드버그
- 2015년: 케빈 드류, 브렌단 캐닝, 저스틴 페로프, 앤드류 화이트맨, 찰스 스피어린, 이반 크랜리, 에이미 밀란
- 2017년: 케빈 드류, 브렌단 캐닝, 저스틴 페로프, 앤드류 화이트맨, 찰스 스피어린, 샘 골드버그, 아리엘 엥글, 데이빗 프렌치

## 앨범

### 정규 앨범
- Feel Good Lost (2001년)
- You Forgot It In People (2002년)
- Broken Social Scene (2005년)
- Forgiveness Rock Record (2010년)
- Hug of Thunder (2017년)

### B-사이드 앨범
- Bee Hives (2004년)

### Broken Social Scene Presents...
- Kevin Drew - Spirit If... (2007년)
- Brendan Canning - Something for All of Us... (2008년)

### EP
- Live at Radio Aligre FM in Paris (2004년)
- EP to Be You and Me (2005년)
- Broken Social Scene: 2006/08/06 Lollapalooza, Chicago, IL (2006년)
- Lo-Fi for the Dividing Nights (2010년)
- Let's Try the After (Vol. 1) (2019년)
- Let's Try the After (Vol. 2) (2019년)

### 영화음악
- The Love Crimes of Gillian Guess (2004년)
- Half Nelson (2006년)
- Snow Cake (2006년)
- The Tracey Fragments (2007년)
- It's Kind of a Funny Story (2010년)

### 사운드트랙
- Queer as Folk (2003년) − "Lover's Spit"
- Wicker Park (2004년) − "Lover's Spit"
- Lie with Me (2005년)
- Say Uncle (2005년)
- Half Nelson (2006년) − "Stars & Sons", "Shampoo Suicide", "Da Da Dada"
- The Invisible (2007년)
- The Tracey Fragments (2007년)
- The Time Traveler's Wife (2009년) − "Love Will Tear Us Apart"
- Scott Pilgrim vs. the World (2010년) − "Anthems for a Seventeen Year-Old Girl", "I'm So Sad, So Very, Very Sad" (credited as Crash and the Boys), "We Hate You Please Die" (credited as Crash and the Boys), "Last Song Kills Audience" (credited as Crash and the Boys)
- Faulks on Fiction (2011년) − "Lover's Spit"